# Águas Santas (Póvoa de Lanhoso)
Águas Santas é uma povoação portuguesa do Município de Póvoa de Lanhoso que foi sede da extinta Freguesia de Águas Santas, freguesia que tinha 2,74 km² de área e 420 habitantes (2011), e, por isso, uma densidade populacional de 153,3 hab./km².
A Freguesia de Águas Santas foi extinta (agregada) pela última Reorganização administrativa do território das freguesias, de acordo com a Lei n.º 11-A/2013 de 28 de Janeiro, tendo o seu território sido agregado ao da freguesia de Moure para constituir a União de freguesias de Águas Santas e Moure com sede em Águas Santas.

## População
| População da freguesia de Águas Santas (1864 – 2011) | População da freguesia de Águas Santas (1864 – 2011) | População da freguesia de Águas Santas (1864 – 2011) | População da freguesia de Águas Santas (1864 – 2011) | População da freguesia de Águas Santas (1864 – 2011) | População da freguesia de Águas Santas (1864 – 2011) | População da freguesia de Águas Santas (1864 – 2011) | População da freguesia de Águas Santas (1864 – 2011) | População da freguesia de Águas Santas (1864 – 2011) | População da freguesia de Águas Santas (1864 – 2011) | População da freguesia de Águas Santas (1864 – 2011) | População da freguesia de Águas Santas (1864 – 2011) | População da freguesia de Águas Santas (1864 – 2011) | População da freguesia de Águas Santas (1864 – 2011) | População da freguesia de Águas Santas (1864 – 2011) |
| ---------------------------------------------------- | ---------------------------------------------------- | ---------------------------------------------------- | ---------------------------------------------------- | ---------------------------------------------------- | ---------------------------------------------------- | ---------------------------------------------------- | ---------------------------------------------------- | ---------------------------------------------------- | ---------------------------------------------------- | ---------------------------------------------------- | ---------------------------------------------------- | ---------------------------------------------------- | ---------------------------------------------------- | ---------------------------------------------------- |
| 1864                                                 | 1878                                                 | 1890                                                 | 1900                                                 | 1911                                                 | 1920                                                 | 1930                                                 | 1940                                                 | 1950                                                 | 1960                                                 | 1970                                                 | 1981                                                 | 1991                                                 | 2001                                                 | 2011                                                 |
| 584                                                  | 507                                                  | 529                                                  | 574                                                  | 554                                                  | 533                                                  | 619                                                  | 569                                                  | 624                                                  | 615                                                  | 512                                                  | 441                                                  | 439                                                  | 386                                                  | 420                                                  |